# Pio Rajna
Pio Rajna, né le 8 juillet 1847 à Sondrio et mort le 25 novembre 1930 à Florence, est un philologue romaniste italien.

## Biographie
Élève d'Alessandro D'Ancona et de Domenico Comparetti à l'Université de Pise, Pio Rajna occupe une chaire de littératures romanes à l'Accademia scientifico-letteraria de Milan de 1874 à 1884, puis une chaire de langues et littératures néo-latines à l'Istituto di studi superiori de Florence de 1884 à 1922.
Connu pour ses travaux sur les romans de chevalerie italiens et sur les chansons de geste françaises, il eut des divergences théoriques dans ce domaine avec Joseph Bédier. Il a donné aussi des études sur Dante, Pétrarque, Boccace ; sur la poésie des troubadours ; sur les romans médiévaux espagnols. Il fut président de la Società Dantesca Italiana de 1927 à 1931. Il a notamment eu comme élève Medea Norsa.

## Ouvrages
- Le fonti dell'Orlando Furioso (1876, puis 1900).
- Le origini dell'epopea francese (1884).
- Le origine della lingua italiana (1901).
- Storia ed epopea (1909).
- Tra le penombre della Gaya Sciensa (1912).
- Per la storia delle romanze spagnole (1915).